# مورین کونلی
مورین کونلی (انگلیسی: Maureen Connolly؛ زاده ۱۷ سپتامبر ۱۹۳۴ درگذشته ۲۱ ژوئن ۱۹۶۹) تنیس‌باز اهل ایالات متحده آمریکا بود.